# Oniscidae
Oniscidae là một họ động vật trong bộ Chân đều.

## Các chi
- Oniscus
- Oroniscus
- Phalloniscus
- Rabdoniscus
- Rodoniscus
- Sardoniscus